# آسیو
آسیو شهری در شهرستان باگاسی در استان باله در بورکینافاسوی جنوبی است و جمعیت آن ۱۱۰۶ نفر است.